# روبرت شتاينر (كاتب)
روبرت شتاينر (بالألمانية: Robert Steiner)‏ هو كاتب ومؤلف ألماني، ولد في 7 ديسمبر 1976 في شتوتغارت في ألمانيا.